# Groupe La Prairie
Pour les articles homonymes, voir Prairie et La Prairie (homonymie).
Le groupe La Prairie est un groupe suisse de produits cosmétiques qui appartient à Beiersdorf. Le groupe détient plusieurs marques dont La Prairie et Juvena.

## Historique
Dans les années 1930, le professeur Paul Niehans, spécialisé en chirurgie, fonde une clinique en Suisse où il travaille sur de nouveaux procédés de thérapie cellulaire. Ses recherches s'intéressent notamment à la stimulation des fonctions de certains organes, qu'il développe en utilisant des extraits placentaires de mouton noir.

Ancien logo de La Prairie.

Au cours des années qui suivent, le professeur accueille ses patients dans sa clinique, et la renommée de ses traitements grandit. En 1978, le laboratoire développe ses premiers soins cosmétiques, et la marque La Prairie est créée.
En 1987, Skin Caviar est mis sur le marché, un soin raffermissant sous forme de perles de caviar de couleur dorée, et l'un des lancements de produits les plus emblématiques de l'histoire de la marque.